# 부지오섬

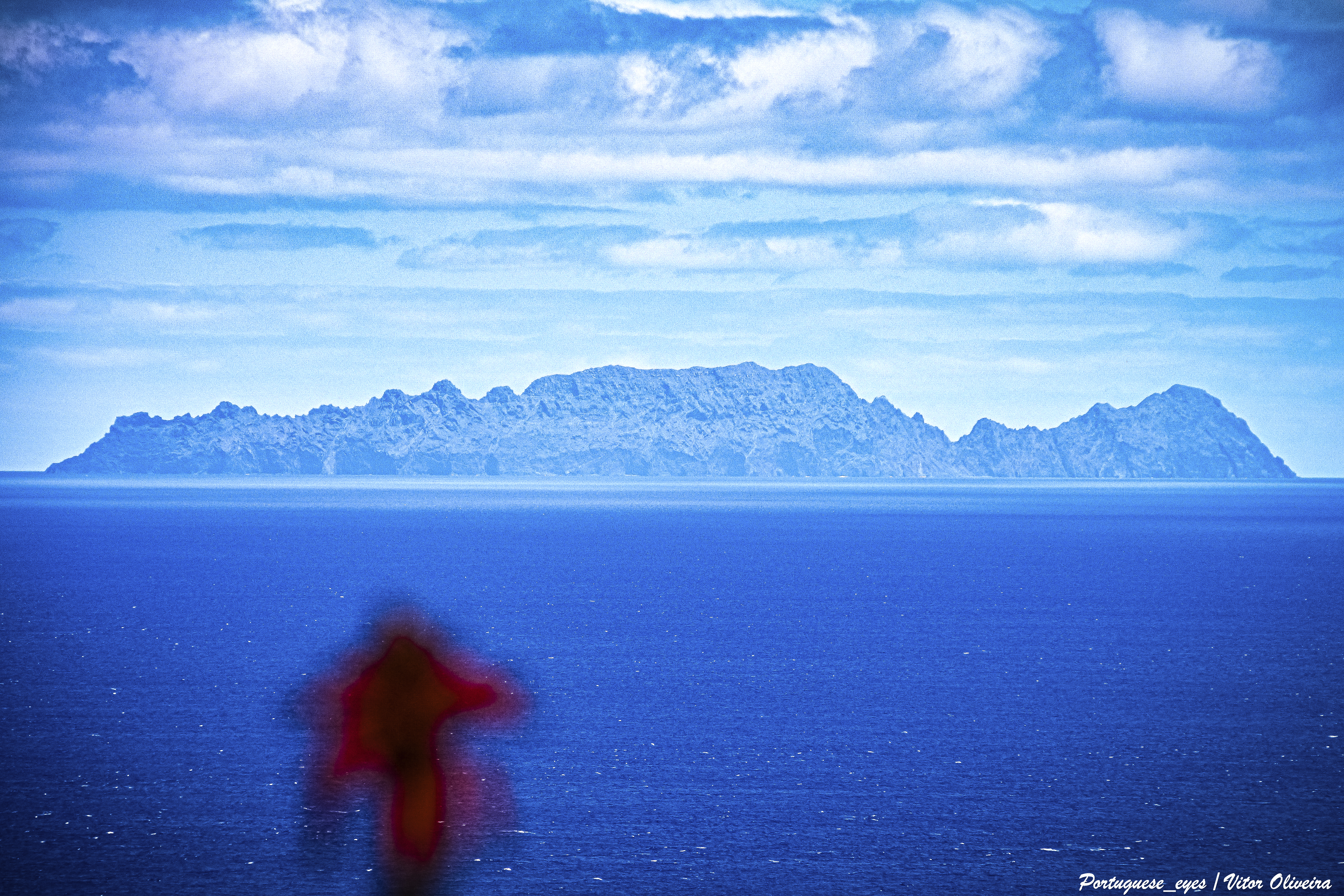
마데이라섬에서 본 부지오섬

부지오섬(Bugio Island)은 마카로네시아 마데이라 제도의 작은 제도인 포르투갈 데제르타스 제도에서 3개의 섬들 가운데 하나이다.
북아프리카 서쪽 해안에서 떨어진 대서양에, 그리고 마데이라섬의 남동부에 위치한다.
이 섬은 천연보호구역으로서 허가 없이 100미터보다 가까이 근접할 수 없다.